# الصليب الاحمر النرويجي
تم إنشاء الهلال الأحمر النرويجي (Norges Røde Kors) في 22 ايلول عام 1865 من قبل رئيس الوزراء فريدريك ستانغ. بدأ البرنامج بتعليم الممرضات عام 1895، وفي عام 1907، سمحت وزارة الدفاع النرويجيه للمنظمه بالتدخل الطبي التطوعي لمعالجه جنود الحرب. تم اعتبار الصليب الأحمر النرويجي من أوائل المنظمات الوطنية في الحركة الدولية للصليب الأحمر.تضم المؤسسة حالياً حوالي 150 الف متطوع وتقدم العديد من الخدمات الانسانيه من رعايه المسنين، زياره المساجين، عمليات الإنقاذ والتطوع العالمي.

## الرؤساء
- 1865-1880 فريديريك ستانج
- 1880-1889 كريستيان اوجوسانت سيلمير
- 1889-1905 جوهان ثولو
- 1905-1908 ايرنسانت موتزفيلدت
- 1908-1912 أندرياس مارتن
- 1912-1913 كريستيان أولسن
- 1913-1917 هانز يورجين
- 1917-1922 هيرونيموس هايردال
- 1922-1930 تورولف پريتز
- 1930-1940 جينس مينيتش
- 1940-1945 هيرونيموس هايردال
- 1945-1947 نيكولاي باوس
- 1947-1957 إرلينغ ستين
- 1957-1966 أولف سترين
- 1966-1975 تورستين ديل
- 1975 جريت جونسنجريت جونسن
- 1975-1981 هانز هويغ
- 1981-1987 بيورن إيج
- 1987-1993 بيورن برولاند
- 1993-1998 أستريد هيبرغ
- 1998-2008 ثورفالد ستولتنبرغ
- 2008-2018 سفين موليكليف
- 2018 روبرت مود

## روابط خارجية
English language website for Norwegian Red Cross